# Bandera Legionaria Gallega
La Bandera Legionaria Gallega fue una milicia falangista gallega creada al comienzo de la Guerra Civil, en julio de 1936, por el comandante Juan Barja de Quiroga. Marchó al frente el 28 de agosto de 1936 desde la ciudad de La Coruña, participando en el asedio de San Sebastián, y posteriormente en Huesca. Volvió al lugar de partida el 14 de noviembre de ese mismo año.